# Pál Breznay
Pál Breznay (geboren 25. Februar 1962 in Budapest) ist ein ungarischer Maler, Bildhauer und Mosaikkünstler.

## Leben
Pál Breznay kam als Spross einer alten Kunst- und Kulturschaffenden-Dynastie als sechstes von neun Kindern in der Familie der Malerin Mária Gánóczy und József Breznay zur Welt. Aufgewachsen in einer Wohnung in der Budapester Ady-Endre-Straße, besuchte er – ähnlich wie seine Geschwister – das Berufsgymnasium und Hochschule für bildende und angewandte Kunst in Budapest, die er 1980 im Bereich Schmuck abschloss. Ab 1981 studierte er in Italien Malerei und Mosaik an der Accademia di belle arti in Ravenna, wo er 1985 für seine Abschlussarbeit den ersten Preis für junge Maler beim Wettbewerb Marina di Ravenna mit der Goldmedaille ausgezeichnet wurde.
1991 bestand er in Paris als Schüler von Leonardo Cremonini an der École nationale supérieure des beaux-arts ein weiteres Diplom in Malerei mit Auszeichnung. Im selben Jahr wurde in Paris seine erste Einzelausstellung gezeigt, vor allem gemalte Innenräume mit im Wesentlichen geometrisch oder hieroglyphisch komponierten Formen in verschiedenen Projektionen des Sonnenlichts.
Zurück in seiner Heimatstadt schuf er ab 1994 – ausgehend von seinen Kindheitserinnerungen im Lukács-Heilbad – in eine dann über Jahrzehnte fortgesetzte Serie von Badeszenen, mit denen er malerisch dann auch andere Bäder, Badestellen, Seen, Flüsse, Meere und natürliche Wasserwege erkundete.
Als passionierter Reiter malte Breznay zahlreiche Pferdebilder. Im Budapester Kincsem-Park begann er eine Serie großformatiger Gemälde zum Thema Pferderennen. Zudem schuf er Darstellungen der Budapester Honvéd-Reitschule sowie zur französischen Reitschule Cadre Noir. 2003 erhielt er auf dem jährlich in Saumur veranstalteten Kunstsalon „Pferd in der Kunst“ den 1. Preis in Malerei für sein Gemälde „Avant la montée“, deutsch etwa „Vor dem Ritt“.
„Als reisender Künstler“, den es immer wieder an die Orte seiner Kindheit zog, hielt Breznay zudem Landschaften meist nach der Natur in Ungarn, Frankreich, der Türkei, Griechenland, Italien, den USA und China auf Leinwand fest.
In jüngerer Zeit modellierte Pál Breznay nach eigenen Entwürfen Skulpturen und großformatige Mosaike.

## Ausstellungen
Breznays Bilder wurden in den Niederlanden, Deutschland, der Slowakei, Rumänien, Polen, Österreich und anderen Ländern ausgestellt.